# Shigesato Itoi
Shigesato Itoi (糸井 重里?, Itoi Shigesato; Maebashi, 10 novembre 1948) è un autore di videogiochi giapponese.
È principalmente famoso per via dei giochi Mother, EarthBound e Mother 3, e per i suoi giochi sulla pesca.
In Giappone è noto per il suo lavoro come copywriter, saggista, creatore di giochi targati Nintendo, e per il suo ruolo come caporedattore nel suo sito Hobo Nikkan Itoi Shinbun (Notizie quasi quotidiane su Itoi); al di fuori del Giappone è principalmente conosciuto come creatore di videogiochi per la serie EarthBound di Nintendo, oltre che per il suo gioco di pesca al bass, Shigesato Itoi's No. 1 Bass Fishing.
Grazie ai suoi slogan pubblicitari, Shigesato ha reso nota la professione di copywriter in Giappone. Frasi dalle sue pubblicità venivano citate spesso alla stregua di canzoni da hitlist. In breve tempo ha espanso i suoi orizzonti scrivendo saggi, testi di canzoni e giochi Nintendo, tra cui EarthBound pubblicato nel 1994 in Giappone.
Ha partecipato al doppiaggio giapponese di Il mio vicino Totoro prestando la voce a Tatsuo Kusanabe, è stato un giudice dei programmi Iron Chef e Hey! Spring of Trivia e ha collaborato con lo scrittore Haruki Murakami ad una antologia di racconti, Yume de aimashou (in italiano Incontriamoci in un sogno).
Nel 1998 ha aperto il sito Hobo Nikkan Itoi Shinbun, divenuto poi il centro delle sue attività. Il sito viene aggiornato quotidianamente con interviste con professionisti come artisti, artigiani e businessmen, articoli, saggi su lifestyle, e vendite di merchandise. Itoi ha anche scritto diversi libri su queste interviste.

## Doppiatore
- Il mio vicino Totoro (Tonari no Totoro) (1988) (voce di Tatsuo Kusakabe)

## Doppiatori italiani
Da doppiatore è sostituito da:
- Oreste Baldini in Il mio vicino Totoro (voce di Tatsuo Kusakabe)